# Malles Venosta
Pour les articles homonymes, voir Venosta.
Malles Venosta (en allemand, Mals) est une commune italienne d'environ 5 200 habitants située dans la province autonome de Bolzano dans la région du Trentin-Haut-Adige dans le nord-est de l'Italie.

## Histoire
Les habitants de la commune se sont prononcés en septembre 2014, au cours d’un référendum, à 76 % en faveur d’une agriculture sans pesticides. La municipalité doit depuis lors faire face à  un harcèlement judiciaire de la part des autorités provinciales.

## Administration
| Période                                  | Période | Identité | Étiquette | Qualité |
| ---------------------------------------- | ------- | -------- | --------- | ------- |
|                                          |         |          |           |         |
| Les données manquantes sont à compléter. |         |          |           |         |

### Hameaux
Burgusio (Burgeis), Tarces (Tartsch), Laudes (Laatsch), Clusio (Schleis), Slingia (Schlinig), Mazia (Matsch), Planol (Planeil), Piavenna (Plawenn), Alsago (Alsack), Ultimo (Ulten)

### Communes limitrophes
Les communes limitrophes sont  Curon Venosta, Glorenza, Laas, Scuol, Senales, Sent, Silandro, Sluderno, Sölden et Tubre.